# Миссия Константина патрикия
Миссия Константина патрикия — эпизод в дипломатических отношениях Византии и Иберии, инициированный византийским императором Романом I Лакапином (920–944).

## История
В 923 году, после смерти Адарнасе IV, правителя и курапалата Тао-Кларджети, в регионе возникла нестабильность, что стало причиной конфликта внутри правящей династии Багратионов.
Ашот Кискаси, патрикий, вступил в противостояние со своим зятем Гургеном II Великим. Чтобы укрепить свои позиции, Ашот предложил передать ключевую крепость Артануджи под контроль Византии. Этот шаг был одобрен императором Романом Лакапином, который отправил патрикия Константина для реализации соглашения.
Константин патрикий прибыл в Тао-Кларджети и поднял византийский флаг над крепостью Артануджи, что фактически означало передачу её под контроль Византии. Однако этот поступок вызвал резкое недовольство других представителей дома Багратионов — Гургена II и Давид магистра. Они выразили протест, потребовав немедленного возвращения крепости, и пригрозили разрывом союзных отношений с Византией, а также возможным переходом на сторону сарацинов.
Понимая угрозу потери стратегического союза с домом Багратионов, Роман Лакапин был вынужден отказаться от поддержки Ашота Кискаси. Император аннулировал ранее принятые решения и публично возложил вину за дипломатический скандал на патрикия Константина. Чтобы успокоить грузинских союзников, император направил Константину жёсткое письмо с критикой и отозвал его из региона.